# Michael Herz (Unternehmer)
Michael Herz (* 28. September 1943) ist ein deutscher Unternehmer. 

## Leben
Er ist der drittälteste Sohn von Max Herz (1905–1965) und Ingeburg Herz. Der Familie Herz gehört die Maxingvest GmbH & Co. KGaA, die Dachgesellschaft der operativ tätigen Teilkonzerne Tchibo GmbH und Beiersdorf AG; mehrere Familienmitglieder besitzen Anteile. In den 1980er-Jahren kam es zu Differenzen zwischen Michael Herz und seinem älteren Bruder Günter; als Folge schied Günter Herz aus dem Unternehmen aus.
2002 wurden die Tchibo-Anteile an Reemtsma für sechs Milliarden Euro verkauft. Dadurch wurde die Zahlung von Abfindungen an mehrere Herz-Familienmitglieder möglich, nachdem ein Familienstreit die Leitung von Tchibo einige Zeit nahezu blockiert hatte. Günter Herz und seine Schwester Daniela Herz-Schnoeckel zogen sich nun nach einer Milliarden-Abfindung aus der Leitung von Tchibo zurück, und Michael Herz wurde der größte Anteilseigner.
Michael Herz kaufte und sanierte den Buchgroßhändler Libri und den Blumenhändler Blume 2000, außerdem verhinderte er durch seinen Einsatz die Zerschlagung der Beiersdorf AG. Sein Investment in Escada entpuppte sich als Misserfolg und endete in der Pleite.

## Vermögen
Er gehörte 2003 mit einem geschätzten Vermögen von 5,1 Milliarden Euro zu den zehn reichsten Deutschen.